# Haitam Aleesami
Haitam Aleesami (* 31. Juli 1991 in Oslo) ist ein norwegisch-marokkanischer Fußballspieler. Der Linksverteidiger steht seit 2025 bei FK Bodø/Glimt unter Vertrag.

## Karriere

### Verein
Aleesami spielte in der Jugend für die Vereine Nordstrand IF, Holmlia SK und Skeid Oslo. Bei letzterem lief er ab 2010 auch für dessen Drittligamannschaft auf. Im Sommer 2012 wechselte er zum Erstligisten Fredrikstad FK in die Tippeliga und stieg am Saisonende in die Zweitklassigkeit ab. Nach zwei Jahren in der zweiten Liga wechselte er Anfang 2015 zum IFK Göteborg. Mit der Mannschaft gewann er am 17. Mai 2015 den schwedischen Pokal durch einen 2:1-Finalerfolg über Örebro SK . Anschließend wechselte er zu US Palermo in die Serie A und war dort drei Jahre lang aktiv. Dann folgten jeweils eine Spielzeit beim SC Amiens sowie dem FK Rostow.
Ab Sommer 2021 stand er bei Apollon Limassol unter Vertrag und konnte dort auf Anhieb am Ende seiner Debütsaison die nationale Meisterschaft feiern. 2023 kehrte Aleesami zurück nach Norwegen und spielte zwei Spielzeiten bei KFUM Oslo. Seit 2025 steht Aleesami beim FK Bodø/Glimt unter Vertrag.

### Nationalmannschaft
Von 2015 bis 2020 bestritt der Abwehrspieler insgesamt 31 Partien für die norwegische A-Nationalmannschaft.

## Erfolge
- Schwedischer Pokalsieger: 2015
- Zyprischer Meister: 2022

## Sonstiges
Sein jüngerer Bruder Ayoub Aleesami (* 1996) ist ebenfalls Fußballprofi und spielt momentan für den norwegischen Zweitligisten Fredrikstad FK.